# Вымершие породы собак
Исчезнувшие (вымершие) породы собак — породы собак, которые известны по письменным, изобразительным и археологическим источникам, однако к настоящему времени не существуют. (В некоторых случаях слово «порода» не совсем корректно в своём прямом точном значении, вместо него может подразумеваться «разновидность», «тип», «аборигенная порода»).
Некоторые из них стали предками современных пород собак, другие исчезли без следа. Также в собаководстве известны случая, когда изначальная порода исчезла, а позже из многих существующих вариантов была создана современная порода, имеющая совпадение экстерьера с первоначальной породой, но с другой генетикой (пример — фараонова собака).
Причины, по которым породы собак исчезают, бывают различными. Обычно это происходит потому, что порода исчерпала свою функцию и перестала быть полезной, и её перестали культивировать (вертельная собака, крутившая вертел на кухне в XVI—XIX веках; ряд английских охотничьих собак, от которых отказались из-за изменения стиля охоты). В некоторых случаях это происходит потому, что на смену им приходит новая порода, выведенная на её основе, и более точно отвечающая нуждам человека - в таком случае можно говорить о "вытеснении" новой породой. Другие породы, наоборот, исчезли из-за того, что человек не занимался их разведением (гавайская собака, исчезнувшая из-за беспорядочного скрещивания с дворнягами). Породы могут выходить из моды, что особенно актуально для домашних питомцев, аксессуаров знатных дам. Под угрозой вымирания чаще оказывались породы, имевшие малую популяцию, например, были несколько нишевых пород собак, которые содержались королевскими особами, но так и не достигли большой численности, и в итоге исчезли (королевская белая гончая). Если порода начинается с небольшой популяции, скажем, 500 собак, она с большей вероятностью будет подвержена риску генетических проблем, несчастных случаев и низкой скорости размножения, что может привести к медленному её исчезновению. Ещё одна причина, по которой порода собак может исчезнуть, — это война, так, Первая, и Вторая мировые войны уничтожили популяции местных пород собак в Европе, и многие из них с трудом восстанавливались после окончания боевых действий. Популяции также могли быть вытеснены мигрирующими народами. Например, когда европейцы распространились по Северной Америке и Тихому океану, они привезли собак, которые медленно заменили местные породы. В Новейшее время бывало, что порода исчезала, потому что энтузиаст, который её вывел, потерял к ней интерес или умер (гриффон Буле), из-за того, что порода не получила официального признания со стороны кинологического сообщества и др.
Исследователи собак отмечают, что ряд современных пород собак в настоящий момент находятся на грани вымирания.

## Список
| Название                      | Изображение | Краткое описание | Ссылки |
| ----------------------------- | ----------- | --- | ------ |
| Абиссинский песчаный терьер   |             | Также известна как «африканская голая (безволосая) собака». Обнаружена в Египте и Эфиопии, а также на территории исчезнувшей Страны зулусов. |        |
| Алан                          |             | Крупные собаки, использовавшиеся в Средние века для охоты; они описываются как «имеющие тело борзой с широкой и короткой головой брахицефального типа». |        |
| Альпийский мастиф             |             | Собака типа мастифов, известная в Западных Альпах со Средних веков, иногда утверждается[кем?], что они произошли от собак, завезённых в этот регион римлянами; короткошёрстная собака, которая, как полагают, является прародительницей сенбернара. |        |
| Английский белый терьер       |             | Прародитель фокстерьера и одной[какой?] из нескольких разновидностей бультерьера. |        |
| Английский водяной спаниель   |             | Британская порода подружейных собак, которая по внешнему виду описывается[кем?] как «нечто среднее между спаниелем и ретривером». Была очень популярна среди охотников на водоплавающую птицу в середине XIX века. Считается прародителем курчавошёрстного ретривера и прямошёрстного ретривера (обе эти породы быстро обогнали его по популярности). Порода исчезла в конце XIX века. |        |
| Аргентинская полярная собака  |             | Длинношёрстная порода, выведенная аргентинской армией для использования в качестве ездовых собак на своих антарктических базах. Подписание Договора об Антарктике (1961) вынудило Аргентину вывезти всех этих собак из Антарктиды, поскольку они были экзотическим видом. Армия прекратила программу разведения этих собак, а оставшиеся особи были перевезены в Патагонию, где большинство из них погибло от болезней, поскольку, прожив всю жизнь в Антарктиде вдали от других собак, они потеряли свой естественный иммунитет к распространённым собачьим болезням. |        |
| Бакхаунд                      |             | Английская порода охотничьих собак; использовалась для парфорсной охоты на ланей. |        |
| Белая королевская гончая      |             | Французская порода гончих, которую держали короли Франции от Людовика XI до Людовика XV (1460-е — 1770-е). |        |
| Бельгийский мастиф            |             | Собака типа мастиф, которая широко использовалась в Нижних Землях в качестве тягловой собаки. Это была крупная, мощная собака с гладкой шерстью и купированным хвостом; однако её роль стала излишней в XX веке, и ныне она считается вымершей. |        |
| Брак Дюпюи                    |             | Французская порода легавых собак из региона Пуату. Известна своей резвостью по сравнению с другими французскими легавыми породами; иногда утверждалось[кем?], что в их разведении использовалась кровь грейхаунда или слюги. |        |
| Булленбейсер                  |             | Немецкий охотничий мастиф, известный со времен средневековья; использовался для охоты на оленя, кабана и даже медведя; считается прародителем боксёра. |        |
| Буль-энд-терьер               |             | Тип собак, выведенный в Англии в начале XIX века. Результат скрещивания староанглийских бульдогов с различными терьерами. Прямыми потомками буль-энд-терьеров являются американский стаффордширский терьер, американский питбультерьер, стаффордширский бультерьер, английский бультерьер. |        |
| Вертельная собака             |             | Собака, предназначенная для бега в колесе, вращение которого передавалось на вертел. Эти коротконогие собаки были выведены в Великобритании в XVI веке, «служили» на больших кухнях (в за́мках, трактирах). Исчезли в XIX веке. |        |
| Гавайская собака пои          |             | Гавайская собака-пария, которую держали коренные гавайцы до прибытия европейцев. Была обычным домашним животным «для удовольствия», но также употреблялась в пищу, а также играла церемониальную роль в гавайской культуре. Своё название порода получила в честь пои, которым она в основном питалась. |        |
| Дальбохунд                    |             | Шведская порода, собака-хранитель домашнего скота. |        |
| Дамфрисширская гончая         |             | Британский тип шотландских фоксхаундов, выведенный в межвоенный период; смесь английского фоксхаунда, вельш-хаунда, бладхаунда и гасконско-сентонжской гончей. Порода имела оригинальный чёрно-подпалый окрас; разведение прекратилось после запрета охоты на лис в 2002 году. |        |
| Камберлендская овчарка        |             | Британская пастушья собака из Камберленда, которая была очень похожа на бордер-колли. Численность породы начала резко сокращаться с середины XX века. |        |
| Кельтская гончая              |             | Были распространены в Гэльской Ирландии. Считается[кем?] предком современных пород борзых, таких как грейхаунд. Ближайший современный «потомок» — ирландский волкодав. |        |
| Кордовская бойцовая собака    |             | Тип бойцовой собаки, выведенный в Кордове (Аргентина), предок аргентинского дога. |        |
| Кубинский дог                 |             | Мастифы, первоначально использовались для травли быков, собачьих боёв и поимки беглых рабов. Считается, что они произошли от интродуцированных испанских мастифов; вымерли в середине XX века. |        |
| Кури                          |             | Завезена в Новую Зеландию полинезийскими предками маори во время их миграции из Восточной Полинезии в XIII веке. |        |
| Лаймер                        |             | Тип охотничьей гончей; в Средние века использовалась для определения местонахождения оленя утром в день охоты, лаймера держали на поводке и он приводил егеря к оленю, на которого впоследствии охотились другие виды гончих. Лаймеры отличались очень острым обонянием и бесшумностью передвижения. |        |
| Лапландская овчарка           |             | Также известна как финский лапландский пёс Кокхилла. Порода исчезла в 1980-х годах. |        |
| Маркизская собака             |             | Завезена на Маркизские острова предками полинезийцев во время их миграций. |        |
| Мастиф Тершейра               |             | Порода выведена на Азорских островах; предок азорской пастушьей собаки и бразильского филы. |        |
| Меделян                       |             | Древнерусская порода собак. Первые упоминания относятся к XV веку. |        |
| Молосс                        |             | Крупные собаки, выведенные в древнем царстве Молоссов в регионе Эпир; считается, что они являются прародителями мастифов. |        |
| Московский водолаз            |             | Порода служебных собак, выводившаяся на основе ньюфаундленда в СССР в 1940-х — 1980-х годах. Общее количество собак было небольшим, чётких стандартов экстерьера зафиксировать не удалось, международными кинологическими организациями порода признана не была. |        |
| Норфолк-спаниель              |             | Так называли спаниелей спрингер-типа, которые не были ни суссекс-спаниелями, ни кламбер-спаниелями. |        |
| Облавная бразильская гончая   |             | Признана МКФ в 1967 году, но вспышка болезни, усугублённая передозировкой инсектицида, уничтожила всё племенное поголовье породы. МКФ и Бразильская конфедерация кинофилии объявили породу вымершей в 1973 году и исключили её из своих реестров. |        |
| Огненная собака               |             | Одомашненная форма андской лисицы с Огненной Земли. Порода истреблена европейскими колонизаторами на рубеже XIX и XX веков. |        |
| Пастушья собака Чирибайя      |             | Пастушья порода, выведенная культурой чирибайя (X—XIV вв.) на юго-западе Перу. |        |
| Пейсли-терьер                 |             | Шотландская порода терьеров, выведенная главным образом как домашняя и выставочная разновидность скайтерьера; считается прародителем йоркширского терьера. |        |
| Полинезийская собака          |             | Объединяющий термин для четырёх пород в этом списке: гавайская собака Пои, кури, маркизская собака и таитянская собака (см. выше и ниже). |        |
| Русский жёлтый ретривер       |             | Практически не отличался от породы золотистый ретривер (только заметно выше в холке). Вполне возможно, что именно как «новая порода» является мистификацией. |        |
| Рыжая бретонская гончая       |             | Французская порода гончих из Бретани, которая использовалась для охоты на волков и кабанов; порода исчезла в конце XIX века после истребления волков на большей части территории Франции. |        |
| Рэч                           |             | Британский тип гончих в Средние века. Быстроногие охотничьи собаки, использовавшиеся для того, чтобы гнать дичь к поджидающим охотникам. |        |
| Салишская шерстяная собака    |             | Белая длинношёрстная собака типа шпица, которая была выведена народами салиши на территориях нынешнего штата Вашингтон (США) и Британской Колумбии (Канада). Их выращивали ради шерсти, которая походила на овечью. |        |
| Сахалинский хаски             |             | Ездовая собака, одна из древнейших пород, собака нивхов. В 2017 году были сообщения, что эта порода не исчезла, а «по подсчётам осталось около 15 особей». |        |
| Североанглийский бигль        |             | Северо-английская гончая среднего размера, которую использовали для охоты на зайца. Порода была меньше, с более острым носом и быстрее, чем современная южная гончая. Считается прародителем английского фоксхаунда. |        |
| Серая собака Святого Людовика |             | Французская порода гончих, широко известная в Средние века. Считается, была завезена во Францию с Востока королем Людовиком IX, вернувшимся из Крестовых походов. |        |
| Слухаунд                      |             | Считается, что это был шотландский термин для обозначения породы, которая в Англии называлось бладхаунд, хотя, похоже, между ними были небольшие различия. |        |
| Собака Сахту                  |             | Койдог (помесь собаки и койота), либо одомашненный койот. Разводилась в Северной Канаде племенем сахту. |        |
| Староанглийский бульдог       |             | Британская порода мелких собак типа мастифа, целенаправленно выведенная в XVI веке для кровавого спорта — травли быков. Запрет в Англии большинства кровавых видов спорта в 1835 году привел к упадку породы, хотя некоторые из особей были сохранены в качестве собак-компаньонов; считается прародителем породы английский бульдог. |        |
| Староваллийская серая овчарка |             | Пастушья порода, разводилась в Уэльсе. Внешне походила на рабочие породы шотландской бородатой колли или на предков староанглийской овчарки. Исчезла в 1980-х годах. |        |
| Староиспанский пойнтер        |             | Испанская легавая, известная с Раннего нового времени; считается первой в своём роде, от которой происходят все современные породы легавых собак. |        |
| Старохорватская борзая        |             | Хорватская порода борзых. Использовалась для охоты на все виды местной дичи; известна в Средневековье. |        |
| Стегхаунд                     |             | Английская гончая, использовалась при охоте на оленей. В 1826 году последняя стая была продана в Германию, после чего об этой породе ничего не известно. |        |
| Таитянская собака             |             | Порода разводилась аборигенами Таити и Островов Общества, куда была привезена предками таитян во время их миграции в Полинезию. Употреблялись в пищу, их кости и шерсть использовались для изготовления инструментов и декоративной одежды. Порода была вегетарианцами. |        |
| Талтанская медвежья собака    |             | Выведена народом талтан в Северо-Западной Канаде. |        |
| Тесем                         |             | Древнеегипетская остроухая длинноногая собака с загнутым хвостом. |        |
| Течичи                        |             | Карликовая собака, проживавшая с народами мезоамериканских цивилизаций в период с XV века до нашей эры до XVI века нашей эры. Современные потомки течичи — чихуахуа. |        |
| Той-бульдог                   |             | Британская порода, миниатюрная версия бульдога. Была популярна в конце викторианской эпохи в качестве собаки-компаньона. Считается прародителем французского бульдога (который вытеснил её по популярности). Последнее письменное упоминание о породе датируется 1914 годом. |        |
| Той-траулер-спаниель          |             | Предок породы кинг-чарльз-спаниель. «Игрушечная» и выставочная собака. В 1920 году было заявлено, что порода «почти исчезла», после чего упоминания о той-траулер-спаниеле пропали. |        |
| Толбот                        |             | Тип охотничьей собаки. Британская белая гончая малого и среднего размера, известная с позднего Средневековья. Известна своим острым обонянием, её часто использовали для поиска преступников. Считается прародительницей бладхаунда. |        |
| Холлз Хилер                   |             | Порода была выведена из привезённых на континент шотландских колли, скрещенных с динго; считается, что они стали прародителями австралийской пастушьей собаки. См. тж. ст. Австралийская короткохвостая пастушья собака. |        |
| Чёрно-подпалый терьер         |             | Британская порода терьеров, распространённая по всей Великобритании. Имела грубую шерсть чёрно-подпалого цвета; большинство пород фелл-терьеров, включая бордер-терьера, лейкленд-терьера, паттердейл-терьера и вельштерьера, происходят от неё. |        |
| Южная гончая                  |             | Британская гончая среднего размера, которая использовалась для охоты на зайца. Считалась относительно медлительной собакой, но с очень развитым обонянием. Порода исчезла к концу XVIII века, когда более быстрые гончие стали популярными для охоты. |        |
| Cur                           |             | Британская пастушья собака, используемая погонщиками скота в Англии. Была известна своим характерным коротким хвостом. Считается вымершей с середины XIX века. |        |
| St. John's water dog          |             | Канадская порода, использовавшаяся рыбаками Ньюфаундленда и Лабрадора. Считается прародителем лабрадор-ретривера. Порода исчезла в 1980-х годах. |        |
| Tweed Water Spaniel           |             | Британская подружейная собака, выведенная в англо-шотландском пограничном регионе. Порода была популярна среди охотников на птиц, считается прародителем золотистого ретривера. |        |